# Dyscolus cozier
Dyscolus cozier is een keversoort uit de familie van de loopkevers (Carabidae). De wetenschappelijke naam van de soort is voor het eerst geldig gepubliceerd in 1996 door Liebherr & Will.